# Чижиково (Мордовия)
Чижиково — деревня в составе  Русско-Тювеевского сельского поселения Темниковского района Республики Мордовия.

## География
Находится на расстоянии менее 1 километра на юго-восток от районного центра города Темников.

## История
Известна с 1866 года, когда была учтена как владельческая деревня Темниковского уезда из 27 дворов, название по фамилии бывших владельцев.

## Население
Постоянное население составляло 79 человека (русские 94%) в 2002 году, 72 в 2010 году .